# Plural editores
Plural editores es una editorial boliviana fundada en 1999. Es considerada la editorial más activa de Bolivia, con una producción anual de 90 títulos.
Plural editores es miembro de la Red Hispanohablante de la Alianza Internacional de Editores Independientes y de la Cámara Boliviana del Libro. Como editorial, participa en todas las ferias del libro que se llevan a cabo en Bolivia y en varias internacionales, sobre todo las de Guadalajara (México), Lima (Perú), Buenos Aires (Argentina) y Bogotá (Colombia). Actualmente, cuenta con dos librerías en Bolivia: una en La Paz y la otra en Cochabamba.
Inició sus actividades en 1987 bajo el nombre de Centro de Información para el Desarrollo, publicando entonces la revista Procampo. A partir de 1992 comenzó a publicar libros de ciencias sociales y humanas con el nombre Plural y ya en 1999 se consolidó como una empresa independiente dedicada a imprimir, editar y distribuir libros en Bolivia.
Desde el año 2000, Plural editores auspicia el Premio Nacional de Poesía "Yolanda Bedregal".

## Áreas temáticas
Desde su fundación, Plural ha publicado más de 1500 títulos, enmarcados sobre todo en dos temáticas:
- Ciencias sociales y humanas:historia, sociología, antropología, filosofía, derecho, ciencias políticas y temas del desarrollo.
- Literatura: poesía, novela y cuento.